# Kazimierz Chojnacki (pilot)
Kazimierz Chojnacki (ur. 7 listopada 1934 w Kobylanach) – pułkownik pilot Sił Zbrojnych Polskiej Rzeczypospolitej Ludowej.

## Życiorys
Szkołę średnią ukończył w 1954 i 1 października 1954 wstąpił do Oficerskiej Szkoły Lotniczej nr 5 w Radomiu - ukończył ją 2 grudnia 1956 i został skierowany do 8 Eskadry Pilotażu Podstawowego Oficerskiej Szkoły Lotniczej nr 5 w Grójcu, gdzie był pilotem instruktorem na samolotach Junak-3. 
31 stycznia 1958 został przeniesiony do eskadry szkolnej w 64 Lotniczym Pułku Szkolnym w garnizonie Przasnysz gdzie do 30 września 1958 szkoli podchorążych na samolotach Jak-11. 1 października 1958 przechodzi do 60 Lotniczego Pułku Szkolnego do Radomia celem szkolenia podchorążych na samolotach Lim-1 i Lim-2. 
1 listopada 1964 został instruktorem pilotażu na samolotach TS-11 Iskra. Kolejny awans w karierze uzyskał 2 października 1965 r. wykonując obowiązki dowódcy klucza lotniczego w 60 Lotniczym Pułku Szkolnym w Radomiu. 5 czerwca 1967 r. podczas wykonywania nocnego pilotażu na samolocie TS-11 Iskra miał wypadek lotniczy zakończony katapultowaniem.
1 października 1968 r. został skierowany na studia w Akademii Sztabu Generalnego, które ukończył 31 lipca 1971 roku. Po akademii został skierowany do Tomaszowa Mazowieckiego, gdzie otrzymał przydział służbowy na stanowisko zastępcy dowódcy eskadry w 66 Lotniczym Pułku Szkolnym.
31 października 1973 r. awansował na nawigatora pułku. Następnie, 16 listopada 1974 r. został wyznaczony na stanowisko zastępcy dowódcy pułku. 2 czerwca 1976 roku został skierowany do Poznania, gdzie pełnił zawodową służbę na stanowisku inspektora techniki pilotowania w Dowództwie Wojsk Lotniczych. 2 czerwca 1977 roku (według innych źródeł 3 czerwca 1977 roku ) został dowódcą 56 Pułku Śmigłowców Bojowych w Inowrocławiu i był nim do 30 września 1980 roku. 
1 października 1980 roku został wyznaczony do wykonywania obowiązków na stanowisku głównego specjalisty lotnictwa w Dowództwie Wojsk Lądowych, którym był do 30 sierpnia 1983 roku. 31 sierpnia 1983 roku objął obowiązki kierownika kontraktu specjalnego w Libii, które wykonywał do 30 maja 1985 roku.
21 lipca 1985 roku został dowódcą Polskiej Lotniczej Eskadry Pomocy Etiopii. Następnie został wyznaczony, od 21 sierpnia 1986 roku do 1 kwietnia 1988 r., na stanowisko starszego inspektora w Wyższej Szkole Lotniczej im. Jana Krasickiego w Dęblinie. 
3 października 1990 roku przeszedł na emeryturę. Podczas zawodowej służby był pilotem wojskowym pierwszej klasy wykonując pilotaż na różnych typach samolotów o nalocie ogólnym 3700 godzin.

## Ordery, odznaczenia, wyróżnienia
- Krzyż Kawalerski Orderu Odrodzenia Polski – 1980[5]
- Złoty Krzyż Zasługi – 1973[5]
- „Zasłużony Pilot Wojskowy”[5]